# Amphinema rubrum
Amphinema rubrum är en nässeldjursart som först beskrevs av Paul Torben Lassenius Kramp 1957.  Amphinema rubrum ingår i släktet Amphinema och familjen Pandeidae. Inga underarter finns listade i Catalogue of Life.